# 9月28日スタジアム
スタッド・ドゥ・28・セプタンブル  (仏:Stade du 28-Septembre) はギニアの首都、コナクリにある多目的スタジアム。サッカーギニア代表のホームスタジアム。直訳すると9月28日競技場。ギニアを代表するスタジアムであったが2011年、このスタジアムから北に行ったコナクリ中心部に50,000人収容のスタッド・ド・ノンゴが完成した。